# Vincent Irizarry
Vincent Irizarry (* 12. November 1959 in Queens, New York City) ist ein US-amerikanischer Schauspieler.
Irizarry ist puerto-ricanischer und italienischer Abstammung. Er machte 1977 seinen Schulabschluss an der Graduate of Sachem High School, in Lake Ronkonkoma, Long Island, New York. Bekannt wurde er Deutschland vor allem durch seine Rollen in Springfield Story und California Clan sowie in der Mini-Serie Heißes Erbe Las Vegas.
1997 bekam er dann die Rolle des Dr. David Hayward in der Seifenoper All My Children, welche er bis Ende 2006 verkörperte. Dann wurde er gefeuert, da es für seinen Charakter in der Serie keine Geschichten mehr gab.
Es dauerte nicht lange und Irizarry heuerte wieder bei einer Soap an. Diesmal Schatten der Leidenschaft, in der er dann das erste Mal am 9. Januar 2007 auf den US-Bildschirmen zu sehen war. Er verkörpert dort die Rolle des David Chow. Dieser hatte eine romantische Beziehung zu Carmen Mesta, eine Frau, die kürzlich in Geona City ihren Tod fand. Die Rolle schien bei dem Publikum den gewünschten Erfolg zu haben, und so wurde sein anfangs 13-wöchiger Vertrag bis 2008 verlängert.
Vincent Irizarry war von 1989 bis 1992 mit der Schauspielerin Signy Coleman verheiratet. Seit 1997 ist er mit Avalon House verheiratet.